# Eburia cinerea
Eburia cinerea là một loài bọ cánh cứng trong họ Cerambycidae.